# Fara v Široké Nivě
Fara se nachází v blízkosti kostela svatého Martina v obci Široká Niva v okrese Bruntál. Je chráněna jako kulturní památka a byla zapsána do Ústředního seznamu kulturních památek ČR.

## Historie
Budova fary byla postavena pravděpodobně v 16. století, zachovány jsou klenby. Byla rozšířena v barokním slohu a později fasáda upravena empírově.

## Popis
Fara je volně stojící jednopatrová omítaná zděná stavba zakončena valbovou střechou krytou taškami. Fasáda je hladká členěna kordonovou a fabionovou hlavní římsou. Okna jsou obdélná v průčelí tvoří sedm os, na bocích budovy jsou dvě okenní osy. V přízemí a bocích budovy jsou okna bez orámování, v prvním patře jsou v šambránách rámovaných lištou s ušima. V nádvorní straně jsou čtyři okenní osy v patře a přede dveřmi byla čtyřúhelná dřevěná předsíň se sedlovou střechou. 
Hlavním vchodem ve východním boku budovy se vchází do úzké chodby s plochým stropem.Po stranách jsou místnosti s trámovým a jedna plochým stropem. Vzadu jsou dvě místnosti s valenou klenbou. Vpravo od vchodu vede zalomené schodiště do patra s plackou nad podestou. V patře jsou místnosti plochostropé. Vstup do dvora vede branou se zděnými hranolovými sloupy s jehlanovou stříškou.